# Cirriphyllum brandegei
Cirriphyllum brandegei är en bladmossart som beskrevs av Abel Joel Grout 1898. Cirriphyllum brandegei ingår i släktet hårgräsmossor, och familjen Brachytheciaceae. Inga underarter finns listade i Catalogue of Life.